# Universidad de Lisboa
La Universidad de Lisboa (Universidade de Lisboa en portugués) es una universidad pública fundada en la ciudad de Lisboa el 9 de marzo de 1911. Debe distinguirse de las otras instituciones de enseñanza superior de esa ciudad, como la Universidade Técnica de Lisboa ("universidad técnica de Lisboa") y la Universidade Nova de Lisboa ("universidad nueva de Lisboa"). También del Estudo Geral (studium generale) fundado en Lisboa en 1290, y que en 1308 se trasladó a Coímbra (Universidade de Coimbra -"universidad de Coímbra"-).
Tiene como lema la máxima latina ad lucem (hacia la luz). Para designarla abreviadamente se utilizan las siglas UL. Su rector actual es Luís Ferreira.
El rectorado y las facultades, con excepción de la facultad de bellas artes, se encuentran cerca del Campo Grande, en la Cidade Universitária de Lisboa ("ciudad universitaria de Lisboa"), el mayor campus universitario del país, que comparte con el ISCTE - Instituto Universitário de Lisboa. Las demás instituciones de la universidad se encuentran en diversas partes de la ciudad.